# Nikolaj Sergeevič Trubeckoj
Nikolaj Sergeevič Trubeckoj (in russo Николай Сергеевич Трубецкой?; Mosca, 15 aprile 1890 – Vienna, 25 giugno 1938) è stato un linguista russo.

## Biografia
Trubeckoj nacque in Russia da una famiglia di principi, fin da bambino dimostrò subito una grande precocità favorita al massimo dall'ambiente da cui proveniva. Fu professore all'università di Vienna dal 1923 al 1938.
Nel 1928, al primo congresso internazionale di linguistica, si unì al progetto di tesi redatto da Roman Jakobson diventandone uno dei firmatari.
Nel 1939 uscì postumo il suo Fondamenti di fonologia (Grundzüge der Phonologie, in Travaux du Cercle linguistique de Prague, VII).
Fu uno dei principali esponenti dell'eurasianismo e dell'eurasiatismo.

## La teoria: il fonema
Alla base della teoria di Trubeckoj sta l'elaborazione del concetto di fonema, al quale dà un carattere operativo e scientificamente rigoroso.
Per Trubeckoj il fonema è un concetto funzionale, è l'unità fonologica che, all'interno di una data lingua, non può essere analizzata in unità fonologiche ancora più piccole e successive (praticamente è l'unità fonologica minima). Essa entra in almeno un'opposizione fonologica (opposizione fonica di 2 suoni che permette di differenziare dei significati intellettuali). L'opposizione funzionale è l'argomento della fonologia, mentre l'opposizione non funzionale è l'argomento della fonetica.
Trubeckoj definisce anche i procedimenti per determinare i fonemi e distinguere le loro varianti. Allo scopo di identificare i singoli fonemi, elabora dei metodi per la classificazione delle opposizioni dei fonemi:
- bilaterali o multilaterali
- proporzionali o isolate
- privative
- graduali
- equipollenti

Grazie a queste classificazioni è stato possibile definire in modo preciso ogni fonema come un insieme di particolarità fonologiche pertinenti che l'oppongono a tutti gli altri (dimostrazione scientifica dell'intuizione di de Saussure secondo cui nella lingua ci sono soltanto differenze).
In Fondamenti di fonologia Trubeckoj ha anche posto delle solide basi per l'analisi degli aspetti prosodici (accento, intonazione eccetera) e ha dedicato un capitolo alla statistica fonologica.
Trubeckoj pone il problema di sapere se un certo gruppo di suoni va analizzato come uno o due fonemi, ma abbandona il criterio funzionale della commutazione.
Trubeckoj dava molta importanza al concetto di "teleologia" (se la lingua è un sistema dove tutto è collegato, il passaggio da uno stato di lingua ad un altro non può avvenire per mezzo di mutamenti isolati privi di senso).
L'evoluzione del «sistema fonologico» è diretta dalla tendenza verso uno scopo: prendere posizione contro i neogrammatici (che studiavano fonemi isolatamente) e contro de Saussure (che limitava il concetto di sistema all'analisi sincronica).
Nei Fondamenti, Trubeckoj ha anche definito il concetto di marcatezza.
André Martinet critica l'opera di Trubeckoj sia per il concetto di morfofonologia che per la terminologia inadeguata (per esempio "teleologia"), probabile residuo di un'iniziale tendenza all'idealismo hegeliano.
Il circolo linguistico di Praga (di cui Trubeckoj era la personalità dominante) presentava affermazioni brevi e dense sulle quali bisognava prendere posizione; inoltre inaugurò uno stile di elaborazione collettiva dei lavori.